# UFC Middleweight Championship
Il titolo dei pesi medi UFC è stato unificato con il titolo dei pesi welter Pride il 1º marzo 2008, quando Anderson Silva sconfisse Dan Henderson a UFC 82.

## Campionato dei pesi medi (da 77 a 84 kg)
| Nome                                                                                 | Data                        | Luogo                      | Difese |
| ------------------------------------------------------------------------------------ | --------------------------- | -------------------------- | --- |
| Dave Menne batté Gil Castillo                                                        | 28 settembre 2001 (UFC 33)  | Las Vegas, Stati Uniti     | |
| Murilo Bustamante                                                                    | 11 gennaio 2002 (UFC 35)    | Las Vegas, Stati Uniti     | - batté Matt Lindland a UFC 37 il 10 maggio 2002 |
| Bustamante fu privato del titolo il 5 ottobre 2002 quando lasciò l'UFC per il Pride. |                             |                            | |
| Evan Tanner batté David Terrell                                                      | 5 febbraio 2005 (UFC 51)    | Las Vegas, Stati Uniti     | |
| Rich Franklin                                                                        | 4 giugno 2005 (UFC 53)      | Atlantic City, Stati Uniti | - batté Nate Quarry a UFC 56 il 19 novembre 2005 - batté David Loiseau a UFC 58 il 4 marzo 2006 |
| Anderson Silva                                                                       | 14 ottobre 2006 (UFC 64)    | Las Vegas, Stati Uniti     | - batté Nate Marquardt a UFC 73 il 7 luglio 2007 - batté Rich Franklin a UFC 77 il 20 ottobre 2007 - batté Dan Henderson a UFC 82 il 1º marzo 2008 - batté Patrick Côté a UFC 90 il 25 ottobre 2008 - batté Thales Leites a UFC 97 il 18 aprile 2009 - batté Demian Maia a UFC 112 il 10 aprile, 2010 - batté Chael Sonnen a UFC 117 il 7 agosto 2010 - batté Vítor Belfort a UFC 126 il 5 febbraio 2011 - batté Yushin Okami a UFC 134 il 27 agosto 2011 - batté Chael Sonnen a UFC 148 il 7 luglio 2012 |
| Chris Weidman                                                                        | 6 luglio 2013 (UFC 162)     | Las Vegas, Stati Uniti     | - batté Anderson Silva a UFC 168 il 28 dicembre 2013 - batté Lyoto Machida a UFC 175 il 5 luglio 2014 - batté Vítor Belfort a UFC 187 il 23 maggio 2015 |
| Luke Rockhold                                                                        | 12 dicembre 2015 (UFC 194)  | Las Vegas, Stati Uniti     | |
| Michael Bisping                                                                      | 4 giugno 2016 (UFC 199)     | Inglewood, Stati Uniti     | - batté Dan Henderson a UFC 204 l'8 ottobre 2016 |
| Robert Whittaker batté Yoel Romero per il titolo ad interim                          | 8 luglio 2017 (UFC 213)     | Las Vegas, Stati Uniti     | |
| Georges St-Pierre                                                                    | 4 novembre 2017 (UFC 217)   | New York, Stati Uniti      | |
| St-Pierre rese vacante il titolo 7 dicembre 2017, a causa della colite ulcerosa.     |                             |                            | |
| Robert Whittaker promosso a campione indiscusso                                      | 7 dicembre 2017             |                            | |
| Israel Adesanya batté Kelvin Gastelum per il titolo ad interim                       | 13 aprile 2019 (UFC 236)    | Atlanta, Stati Uniti       | |
| Israel Adesanya                                                                      | 6 ottobre 2019 (UFC 243)    | Melbourne, Australia       | - batté Yoel Romero a UFC 248 il 7 marzo 2020 - batté Paulo Costa a UFC 253 il 27 settembre 2020 - batté Marvin Vettori a UFC 263 il 12 giugno 2021 - batté Robert Whittaker a UFC 271 il 12 febbraio 2022 - batté Jared Cannonier a UFC 276 il 2 luglio 2022 |
| Alex Pereira                                                                         | 12 novembre 2022 (UFC 281)  | New York, Stati Uniti      | |
| Israel Adesanya (2)                                                                  | 8 aprile 2023 (UFC 287)     | Miami, Stati Uniti         | |
| Sean Strickland                                                                      | 10 settembre 2023 (UFC 293) | Sydney, Australia          | |
| Dricus Du Plessis                                                                    | 20 gennaio 2024 (UFC 297)   | Toronto, Canada            | - batté Israel Adesanya a UFC 305 il 18 agosto 2024 - batté Sean Strickland a UFC 312 il 9 febbraio 2025 |
| Khamzat Chimaev                                                                      | 16 agosto 2025 (UFC 319)    | Chicago, Stati Uniti       | |